# Kanton Laval-Nord-Ouest
Laval-Nord-Ouest is een voormalig kanton van het Franse departement Mayenne. Het kanton maakte deel uit van het arrondissement Laval. Het werd opgeheven bij decreet van 21 februari 2014 met 22 maart 2015.
Het kanton omvatte uitsluitend een deel van de gemeente Laval.